# Seutes III
Seutes III (en llatí Seuthes, en grec antic Σεύθης) era un rei odrisi de Tràcia, successor (potser el 341 aC) de Cersobleptes I, probablement imposat per Filip II de Macedònia que havia conquerit una part important de Tràcia. Va sercontemporani d'Alexandre el Gran.
El 323 aC aproximadament, el macedoni Zopirió exercia el govern de Tràcia (on Seutes III tenia un poder molt limitat) i va fer una expedició contra els getes. Zopirió va morir en la lluita i probablement va coincidir amb la mort d'Alexandre el Gran, i Seutes va aprofitar per revoltar-se. Per un temps Antípater (regent de Macedònia) va poder controlar la revolta i poc després apareix lluitant contra Lisímac de Tràcia que havia rebut aquest territori al repartiment dels dominis d'Alexandre anomenat Pacte de Triparadisos.
La lluita va durar uns anys sense resultats decisius encara que finalment Seutes va haver de reconèixer la sobirania de Lisímac en data desconeguda. L'any 313 aC, durant la guerra entre Lisímac i Antígon el Borni, es va declarar en favor d'aquest i va ocupar els passos de les muntanyes Hemus, però finalment va ser derrotat i obligat a reconèixer a Lisímac, segons diu Diodor de Sicília.
Desapareix de les cròniques circa el 306 i no es parla dels odrisis els següents 25 anys.